# Encephalartos ferox
Encephalartos ferox är en kärlväxtart som beskrevs av Bertol. f. Encephalartos ferox ingår i släktet Encephalartos och familjen Zamiaceae. IUCN kategoriserar arten globalt som nära hotad. Inga underarter finns listade i Catalogue of Life.

## Bildgalleri

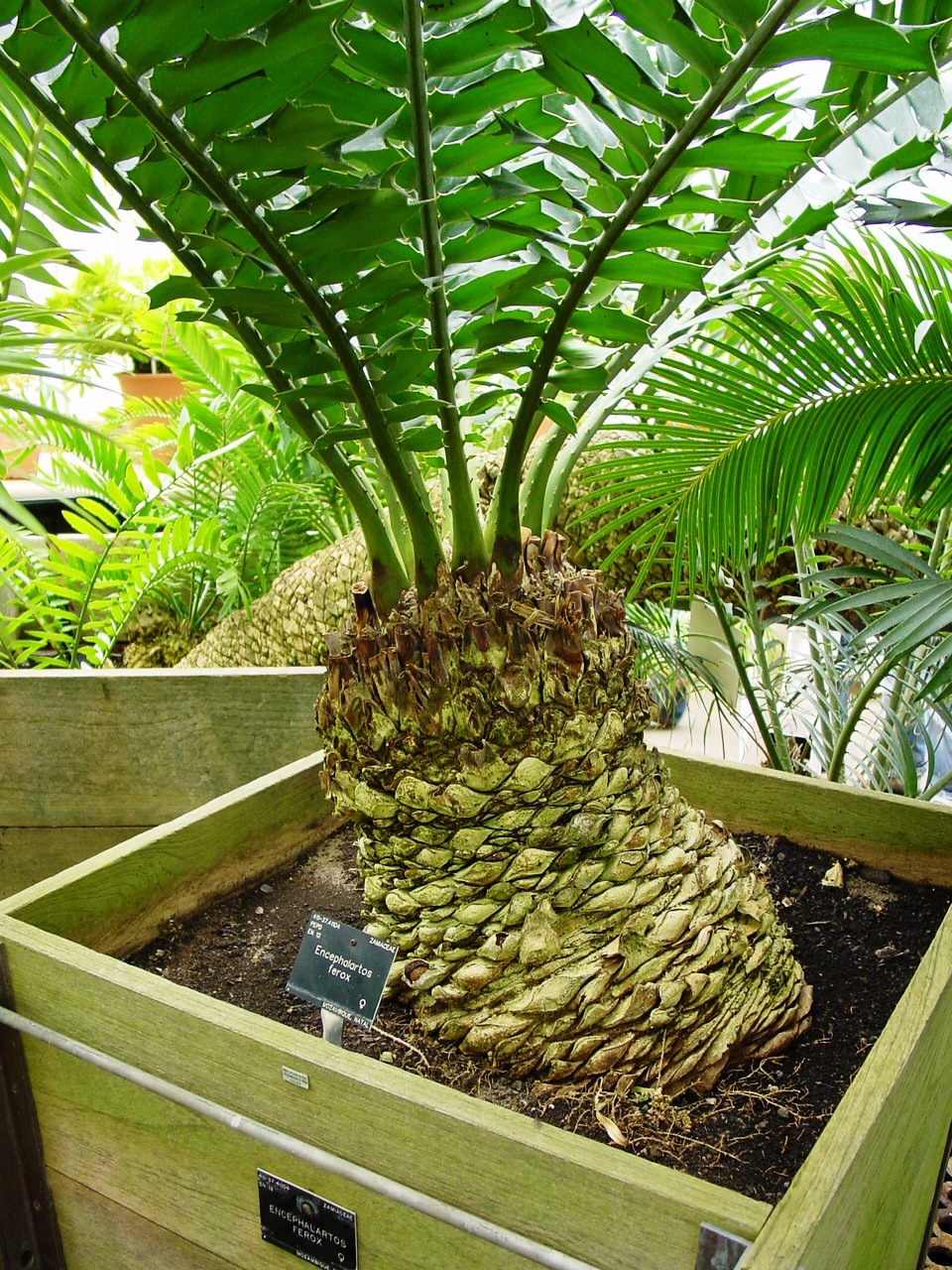
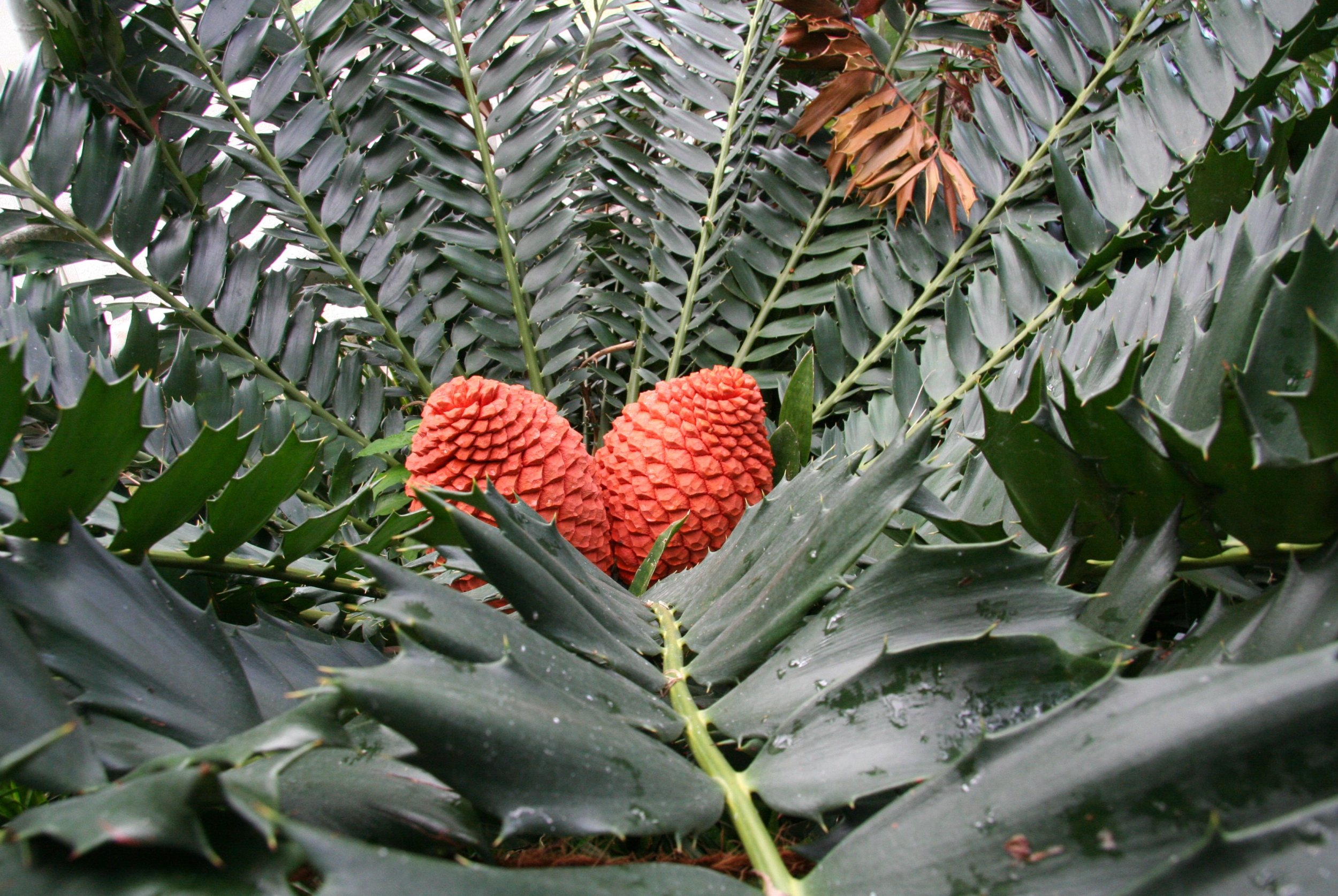
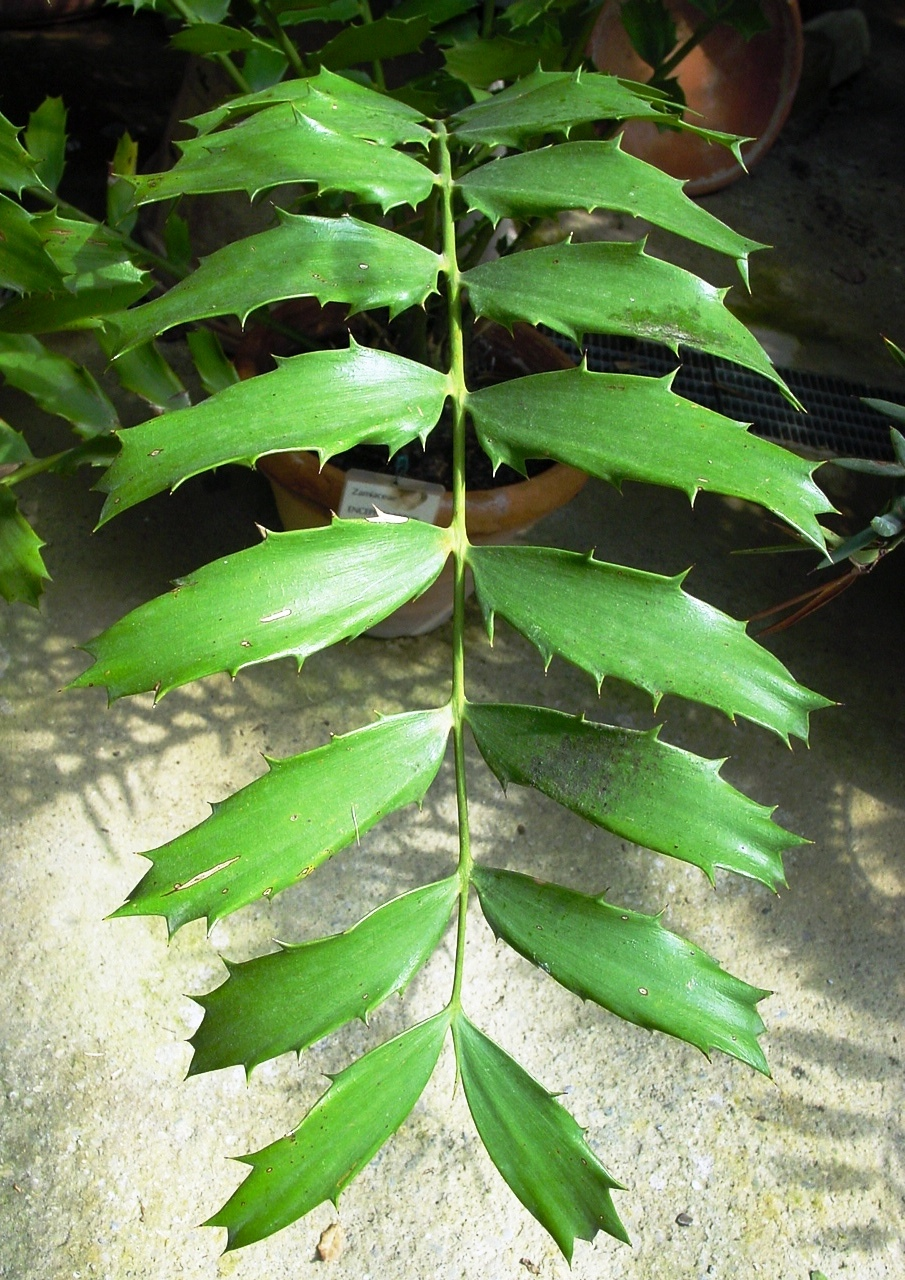
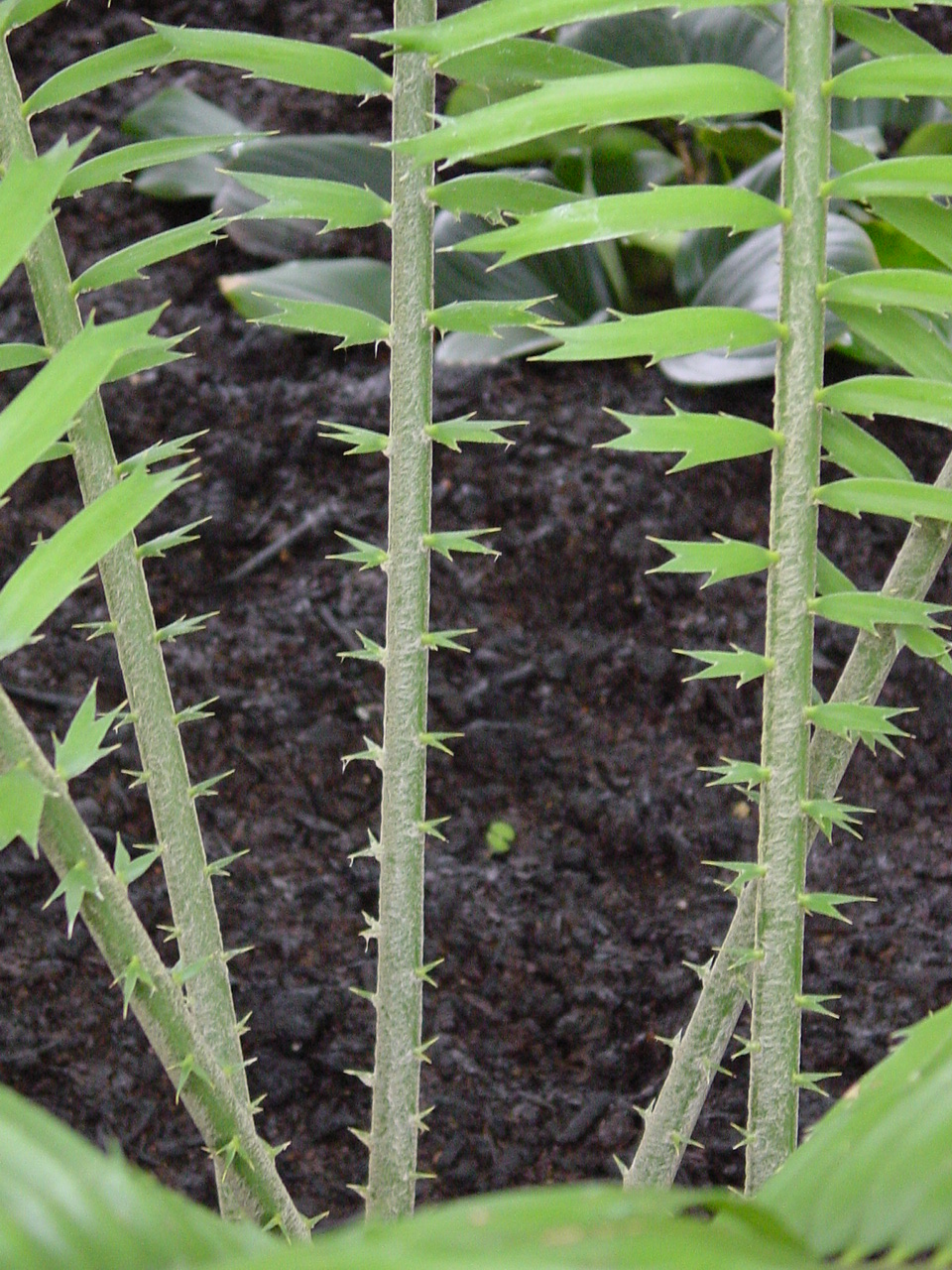
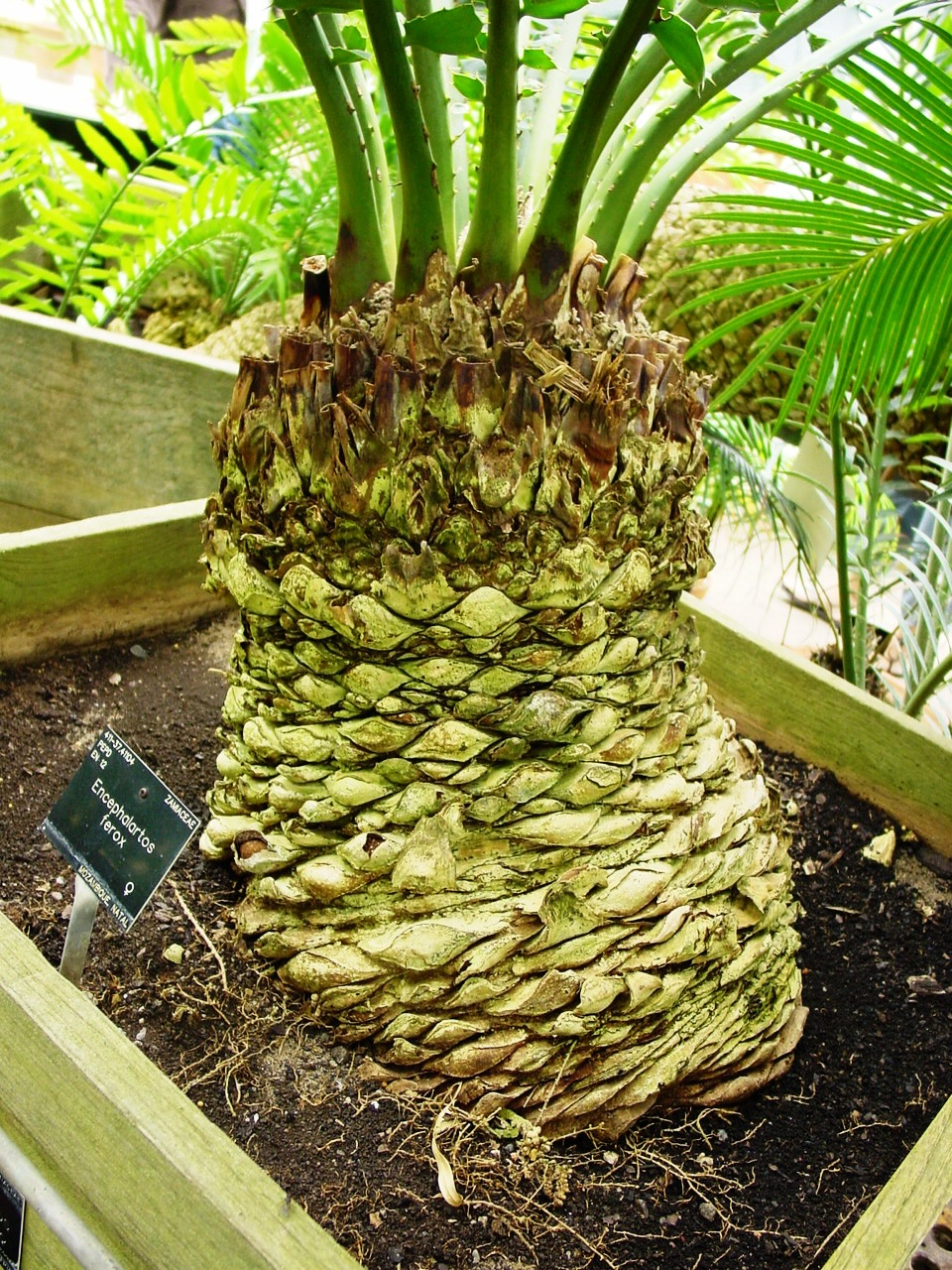
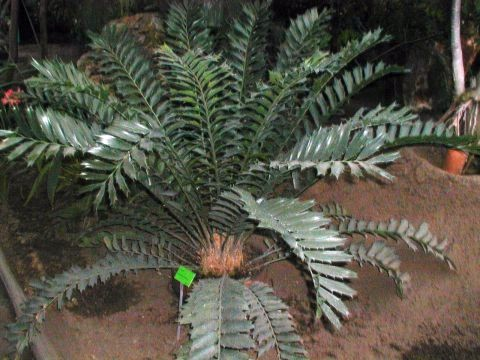